# (2485) Scheffler
(2485) Scheffler es un asteroide que forma parte del cinturón exterior de asteroides y fue descubierto por Karl Wilhelm Reinmuth desde el Observatorio de Heidelberg-Königstuhl, Alemania, el 29 de enero de 1932.

## Designación y nombre
Scheffler recibió inicialmente la designación de 1932 BH.
Más tarde, en 1991, se nombró en honor del astrónomo alemán Helmut Scheffler.

## Características orbitales
Scheffler orbita a una distancia media del Sol de 3,234 ua, pudiendo alejarse hasta 3,884 ua y acercarse hasta 2,583 ua. Tiene una excentricidad de 0,2012 y una inclinación orbital de 2,765 grados. Emplea 2124 días en completar una órbita alrededor del Sol.

## Características físicas
La magnitud absoluta de Scheffler es 12,8.